# Standard (Alberta)
Standard est un village (village) du Comté de Wheatland, situé dans la province canadienne d'Alberta.

## Démographie
En tant que localité désignée dans le recensement de 2011, Standard a une population de 379 habitants dans 145 de ses 158 logements, soit une variation de -0.3% avec la population de 2006. Avec une superficie de 2,338 3 km2, village possède une densité de population de 162,083 6 hab/km2 en 2011.
Concernant le recensement de 2006, Standard abritait 380 habitants dans 151 de ses 154 logements. Avec une superficie de 2,338 3 km2, village possédait une densité de population de 162,5 hab/km2 en 2006.
| 2001 | 2006 | 2011 | 2016 |
| ---- | ---- | ---- | ---- |
| 389  | 380  | 379  | 353  |